# Wezembeek-Oppem
Wezembeek-Oppem è un comune belga della provincia del Brabante Fiammingo, nella regione delle Fiandre.

## Geografia fisica
Il comune di Wezembeek-Oppem è situato nella zona di Halle-Vilvoorde e nella circoscrizione elettorale e giudiziaria bilingua di Bruxelles-Halle-Vilvoorde. È uno dei comuni a facilitazione linguistica.
Si trova ad est di Bruxelles, al confine con i comuni di Kraainem e Woluwe-Saint-Pierre, all'uscita 2 del Ring R.0 attorno a Bruxelles ed è accessibile grazie alla rete STIB con il tram 39 (Montgomery-Stockel-Ban Eik) e gli autobus 76 (Kraainem - Oppem) e 77 (Kraainem - Hippodrome).
Situato vicino all'aeroporto di Bruxelles, il comune subisce l'inquinamento acustico delle attività aeroportuali, suscitando lo scontento di numerosi cittadini da quando il ministro Bert Anciaux ha decretato un piano per regolare il traffico aereo nel 2004. Gran parte del traffico aereo è stato infatti spostato dai comuni a nord di Bruxelles verso quelli dell'est, dei quali fanno parte Kraainem, Woluwe e Wezembeek-Oppem. Dopo diverse vicende giudiziarie, il piano è stato rimpiazzato a fine gennaio 2009 con un nuovo schema che rientra nel quadro di un piano federale di gestione dell'inquinamento acustico legato al traffico aereo che è stato adottato il 19 dicembre 2008.

## Politica e amministrazione
Il sindaco di Wezembeek-Oppem, dal 1994, è il Barone François van Hoobrouck d'Aspre. Fa anche parte del consiglio provinciale del Brabante Fiammingo, con il gruppo politico UF-MR, ed è membro del partito MR (Movimento Riformatore) e senatore supplente MR da giugno 2007.
Inoltre è anche il fondatore e vicepresidente dell'Union Belge Contre les Nuisances des Avions (Unione Belga contro l'inquinamento degli aerei).
Alle elezioni comunali, la lista dell'Union des francophones (UF - Unione dei francofoni) ha ottenuto 10 seggi su 23 (41,7%) nell'Ottobre 1994, 16 seggi su 23 (53,8%) nell'ottobre 2000 e 18 seggi nel 2006.
Nell'ottobre 2006, la lista del Sindaco LB-UF ha ottenuto 18 seggi su 23 (76%). Durante queste elezioni non è stato eletto nessun assessore fiammingo.